# Stora Tullhuset
För andra betydelser, se Tullhuset.

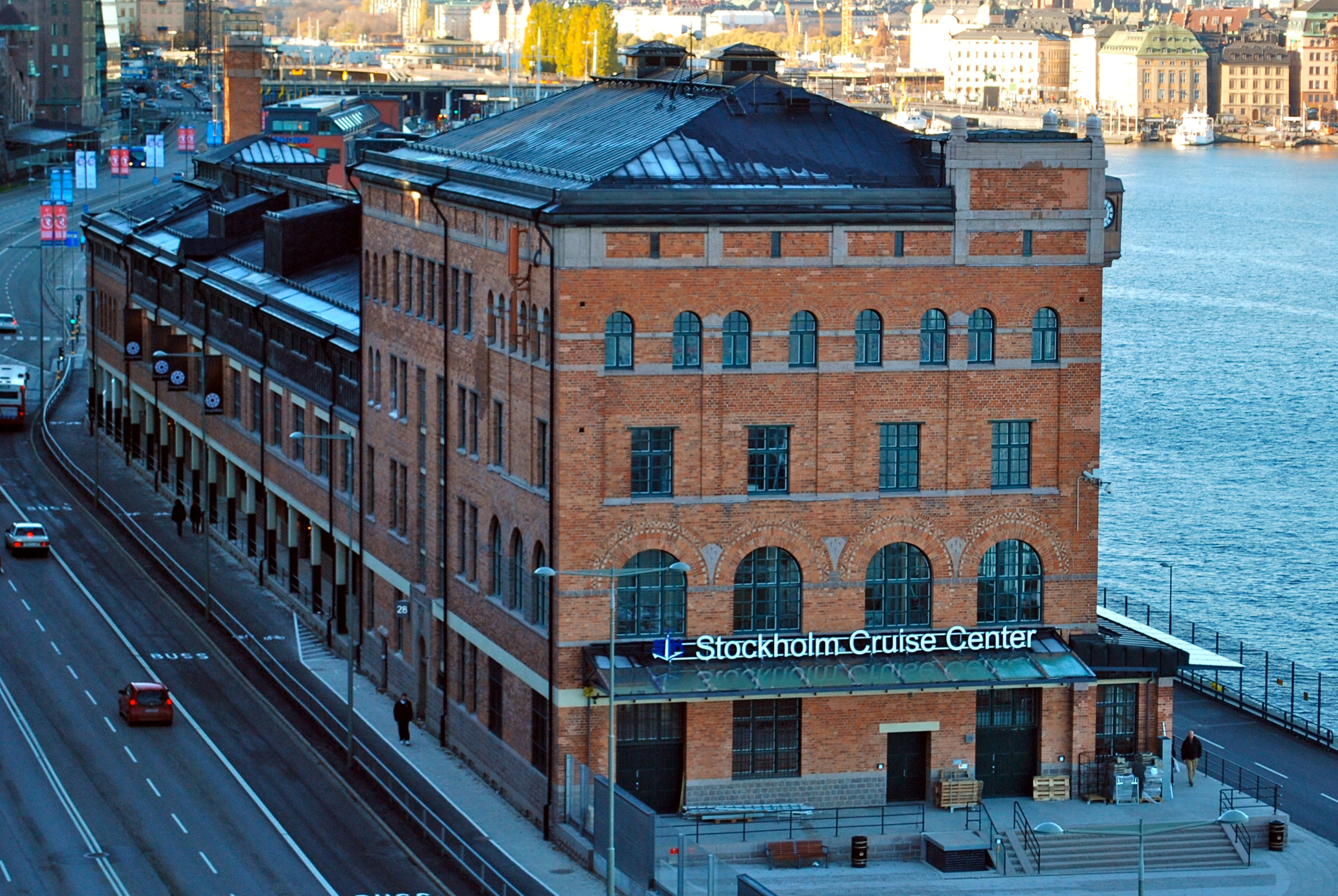
Stora Tullhuset vid Stadsgården, 2009

Stora Tullhuset även Kungl. Tullhuset är en byggnad vid Stadsgården i Stockholm, som antas vara formgiven av Ferdinand Boberg 1906-1910, då han ej har signerat originalritningarna. Huset är grönmärkt av Stadsmuseet i Stockholm, vilket innebär "att bebyggelsen bedöms vara särskilt värdefull från historisk, kulturhistorisk, miljömässig eller konstnärlig synpunkt".

## Beskrivning
Kungliga Tullhuset i Stockholm visar den för Boberg typiska industriarkitekturen från sekelskiftet 1900, där rött murtegel som fasadmaterial dominerar. Liksom på Värtagasverket, Brunkebergsverket och Tulestationen, även dessa ritade av Boberg, smyckas fasaden med detaljer i sandsten eller granit som påminner om verksamheten i byggnaden. Fasaden är numera k-märkt. Huset består av en högdel mot öst och en långsträckt lågdel mot väst. Den totala våningsytan är på 11 000 kvadratmeter.
Byggnaden har under åren använts för tullverksamhet, tullskola, lager samt flera andra verksamheter. Fastigheten ägs och förvaltas av Stockholms stad genom Stockholms Hamnar. Byggnaden renoverades och upprustades från 2007 till en beräknad kostnad av 235 miljoner kronor.
Stora Tullhuset inrymmer bland annat Svenska Fotografiska museet, som öppnades för allmänheten den 21 maj 2010. Planen var tidigare att Tullhuset skulle bli Abbamuseet, men idén skrinlades.

## Fasadutsmyckningar
|  |  |  |